# دانیال پی. هانلی
دنیل پی. هانلی (انگلیسی: Daniel P. Hanley؛ زادهٔ ۱۹۵۵) یک تدوین‌گر اهل ایالات متحده آمریکا است.
وی همچنین برنده جوایزی همچون جایزه اسکار بهترین تدوین فیلم شده‌است.

## فیلمشناسی
- پیله (فیلم ۱۹۸۵) (۱۹۸۵)
- بید (فیلم) (۱۹۸۸)
- پدر و مادری (۱۹۸۹)
- بازافروختگی (فیلم) (۱۹۹۱)
- دور و دورتر (۱۹۹۲)
- آپولو ۱۳ (فیلم) (۱۹۹۵)
- چگونه گرینچ کریسمس را دزدید (فیلم) (۲۰۰۰)
- ذهن زیبا (۲۰۰۱)
- گم‌شده (فیلم ۲۰۰۳) (۲۰۰۳)
- مرد سیندرلایی (۲۰۰۵)
- رمز داوینچی (فیلم) (۲۰۰۶)
- فراست/نیکسون (۲۰۰۸)